# Horst Risse
Horst Risse (* 15. November 1954 in Mechernich) ist ein deutscher Verwaltungsjurist. Von 2013 bis Juli 2020 war er der Direktor beim Deutschen Bundestag im Amt eines Staatssekretärs.

## Leben
Risse studierte an der Rheinischen Friedrich-Wilhelms-Universität in Bonn Rechtswissenschaften. Seit 1986 war er Assistent bei Karl Josef Partsch, bei dem er auch mit einem Thema zum Kriegsvölkerrecht zum Dr. jur. promoviert wurde.
Risse war von November 2004 bis Dezember 2004 und erneut von März 2007 bis März 2009 Sekretariatsleiter der Gemeinsamen Kommission von Bundestag und Bundesrat zur Modernisierung der Bundesstaatlichen Ordnung (sogenannte Föderalismuskommission I und Föderalismuskommission II). Zum August 2008 berief ihn Bundestagspräsident Norbert Lammert als Abteilungsleiter in die Bundestagsverwaltung. Dort leitete er zunächst die Abteilung I Information und Dokumentation und wechselte 2010 als Leiter der Abteilung P Parlament und Abgeordnete.
Bundestagspräsident Lammert ernannte Risse am 13. Dezember 2012 mit Wirkung zum 1. Januar 2013 zum Staatssekretär sowie zum Direktor beim Deutschen Bundestag. Im Juli 2020 verabschiedete sich Horst Risse nach zwölf Jahren Dienst bei der Bundestagsverwaltung in den Ruhestand. Am 1. August 2020 wurde sein Nachfolger Lorenz Müller zum Staatssekretär und Direktor beim Deutschen Bundestag ernannt.

## Auszeichnungen
- 2007: Großes Silbernes Ehrenzeichen für Verdienste um die Republik Österreich

## Werke
- Weder Musterknabe noch Außenseiter. Zum Abstimmungsverhalten der Bundesrepublik Deutschland in der UN-Generalversammlung, in: Vereinte Nationen. Zeitschrift für die Vereinten Nationen und ihre Sonderorganisationen Bd. 31 (1983), S. 146–150.
- Der Einsatz militärischer Kräfte durch die Vereinten Nationen und das Kriegsvölkerrecht, Frankfurt am Main [u. a.] 1988(= Europäische Hochschulschriften, Reihe 2, Rechtswissenschaft, Bd. 702) 1987. ISBN 3-8204-1044-9.
- Die Menschenrechte im klassischen europäischen Völkerrecht. Über frühe Ansätze zur Internationalisierung des Menschenrechtsschutzes in: Des Menschen Recht zwischen Freiheit und Verantwortung, Festschrift für Karl Josef Partsch zum 75. Geburtstag, hrsg. von Jürgen Jekewitz Berlin (ohne Jahr) S. 343–356 ISBN 3-428-06672-3.
- (Zusammen mit Georg-Berndt Oschatz): Europäische Integration und deutscher Föderalismus, in: Europa-Archiv. Zeitgeschichte, Zeitkritik, Verwaltung, Wirtschaftsaufbau. Halbmonatsschrift der Deutschen Gesellschaft für Auswärtige Politik. – Teil 1, Beiträge und Berichte. Jahrgang 43 (1988), S. 9–16.
- Vorlagen der Europäischen Gemeinschaft im Bundesrat. Zur Ergänzung der Bundesratsgeschäftsordnung, in: Neue Juristische Wochenschrift (NJW) Jahrgang 41 (1988) S. 2780–2781.
- Föderalismus und Parlamentarismus. Zwei tragende Strukturprinzipien des demokratischen Bundesstaates in Österreich, der Schweiz und der Bundesrepublik Deutschland.  Bericht über eine Parlamentarische Enquete des österreichischen Bundesrates, in: Das Parlament, Jahrgang 38 (1988), Nr. 25/26, S. 8.
- (Zusammen mit Georg-Berndt Oschatz): Bundesrat und Europäische Gemeinschaften : neue Verfahrensregeln der Bundesrats-Geschäftsordnung für EG-Vorlagen, in: Die öffentliche Verwaltung, Bd. 42 (1989), S. 509–519.
- (Zusammen mit Georg-Berndt Oschatz): Bemerkungen zum Gesetzesinitiativrecht des Bundesrates, in: Zeitschrift für Gesetzgebung Bd. 4 (1989), S. 316–331.
- Die "Hunde des Krieges" an die Kette gelegt? : die Konvention der Vereinten Nationen gegen Söldnerumtriebe, in: Vereinte Nationen. Zeitschrift für die Vereinten Nationen und ihre Sonderorganisationen, Bd. 38 (1990), S. 126–131.
- (Zusammen mit Georg-Berndt Oschatz): Die Bundesregierung an der Kette der Länder? Zur europapolitischen Mitwirkung des Bundesrates, in: Die Öffentliche Verwaltung, Bd. 48 (1995), S. 437–452.
- Zur Entwicklung der Zustimmungsbedürftigkeit von Bundesgesetzen nach der Föderalismusreform 2006, in: Zeitschrift für Parlamentsfragen, Bd. 38 (2007), S. 707–712.
- Die Neuregelung der Zustimmungsbedürftigkeit von Bundesgesetzen durch die Föderalismusreform, in: Verfassungen – zwischen Recht und Politik. Festschrift zum 70. Geburtstag für Hans-Peter Schneider, Hrsg. von Friedhelm Hufen Baden-Baden 2008, S. 271–284  ISBN 978-3-8329-2946-6.
- Föderalismusreform in der Sackgasse? Bericht über die Kommission von Bundestag und Bundesrat zur Modernisierung der bundesstaatlichen Ordnung in: Die Zukunft des Föderalismus in Deutschland und Europa (73. Staatswissenschaftliche Fortbildungstagung, Hrsg. von Detlef Merten), Berlin 2007, S. 43–64 ISBN 978-3-428-12585-2.
- Föderalismusreform II – Stand der Verhandlungen. Konsens- und Problemfelder, in: Der deutsche Föderalismus 2020. Die bundesstaatliche Kompetenz- und Finanzverteilung im Spiegel der Föderalismusreform I und II (= Europäisches Zentrum für Föderalismus-Forschung), Baden-Baden 2009, S. 67–71 ISBN 978-3-8329-4714-9.
- Der Bundesrat während und nach der deutschen Vereinigung aus der Sicht seiner Verwaltung, in: 60 Jahre Bundesrat. Tagungsband zum Symposium an der Friedrich-Schiller-Universität Jena vom 12. bis 14. Oktober 2009 (= Europäisches Zentrum für Föderalismus-Forschung), Baden-Baden. 2011, S. 30–36 ISBN 978-3-8329-5868-8.
- Verfassungsrechtliche und politische Grenzen des Gesetzgebungsoutsourcing, in: Gesetzgebungsoutsourcing. Gesetzgebung durch Rechtsanwälte? Hrsg. von Michael Kloepfer Baden-Baden (2011), S. 109–122 ISBN 978-3-8329-6916-5.
- (Zusammen mit Erhard Kathmann): Das G 10 und die Kompetenzordnung. Entgegnung zu dem Aufsatz von Matthias Bäcker, in: Die Öffentliche Verwaltung. Zeitschrift für öffentliches Recht und Verwaltungswissenschaft Bd. 65 (2012), S. 555–560.